# Corallocarpus tenuissimus
Corallocarpus tenuissimus là một loài thực vật có hoa trong họ Cucurbitaceae. Loài này được Buscal. & Muschl. mô tả khoa học đầu tiên năm 1913.